# Gianluca Scamacca
Gianluca Scamacca (Roma, 1º gennaio 1999) è un calciatore italiano, attaccante dell'Atalanta e della nazionale italiana.

## Biografia
Nato a Roma, ha vissuto la maggior parte della sua vita con la madre e la sorella, non avendo rapporti con il padre.

## Caratteristiche tecniche
Centravanti di piede destro dalla grande prestanza fisica, ha un tiro potente e preciso ed è abile nel gioco aereo; dotato tecnicamente, riesce anche a rifinire il gioco servendo assist ai compagni. Ha dichiarato di ispirarsi, fra gli altri, a Zlatan Ibrahimović e Gabriel Batistuta.
Nel 2016 è stato inserito dal quotidiano inglese The Guardian nella lista dei migliori sessanta calciatori nati nel 1999.

## Carriera

### Club

#### Gli inizi
Romano di Fidene, muove i primi passi nella scuola calcio Delle Vittorie, per poi passare nel vivaio della Cisco Roma e, all'età di dieci anni, nel settore giovanile della Lazio, dove viene allenato da Emiliano Leva e da César Aparecido Rodrigues. Successivamente passa nel vivaio della Roma, squadra di cui è tifoso, dove viene allenato da Roberto Muzzi. Nel gennaio 2015 viene acquistato dal PSV Eindhoven, che lo inserisce nel proprio settore giovanile. Lui ha motivato questa scelta dicendo che l'aveva presa per migliorare e per dedicarsi completamente al calcio.
Nella stagione 2015-2016 il PSV Eindhoven lo aggrega alla sua seconda squadra, militante in Eerste Divisie, la seconda divisione del campionato olandese. Debutta fra i professionisti con il Jong PSV il 22 gennaio 2016, all'età di 17 anni, nella partita di campionato vinta per 2-1 in trasferta contro il VVV-Venlo.

#### Sassuolo e prestiti alla Cremonese e al PEC Zwolle
Il 31 gennaio 2017 viene acquistato dal Sassuolo e inserito nella formazione Primavera, con la quale vince il Torneo di Viareggio segnando 3 reti nel corso della competizione.
All'inizio della stagione successiva viene aggregato alla prima squadra del Sassuolo. Il 29 ottobre 2017, all'età di 18 anni, esordisce in Serie A disputando i minuti finali della partita persa per 3-1 contro il Napoli al San Paolo. Dopo aver ottenuto altre due presenze, il 31 gennaio 2018 viene ceduto in prestito alla Cremonese, in Serie B. Con il club lombardo il 14 aprile segna la sua prima rete fra i professionisti, siglando il gol del definitivo 1-1 nell'incontro della 35ª giornata in trasferta contro il Palermo. Termina la stagione con 14 presenze in campionato.
Rientrato al Sassuolo, il 31 agosto 2018 viene ceduto in prestito annuale al PEC Zwolle, squadra olandese militante in Eredivisie. Il 22 gennaio 2019 rientra anzitempo dal prestito, ma durante il resto della stagione non ottiene nessuna presenza con la prima squadra del Sassuolo guidata da De Zerbi.

#### Prestiti all'Ascoli e al Genoa
Il 14 luglio 2019 il Sassuolo lo cede in prestito secco all'Ascoli, in Serie B. Esordisce con la squadra marchigiana il 10 agosto, realizzando una doppietta nella partita del secondo turno di Coppa Italia vinta per 5-1 contro la Pro Vercelli allo stadio Del Duca. Termina la stagione con 9 gol in campionato, contribuendo alla salvezza dell'Ascoli. Vince inoltre il titolo di capocannoniere della Coppa Italia, ex aequo con Michele Vano del Carpi, grazie alle quattro marcature realizzate nella competizione.
Tornato al Sassuolo, il 2 ottobre 2020 viene ceduto in prestito al Genoa. Il successivo 28 ottobre realizza i suoi primi gol, realizzando una doppietta nella partita del terzo turno di Coppa Italia vinta 2-1 in casa contro il Catanzaro, militante in Serie C. Il 1º novembre segna la sua prima rete in Serie A nel derby pareggiato per 1-1 contro la Sampdoria, diventando il terzo più giovane marcatore nel derby della Lanterna dopo Mauro Icardi e Fabio Galante. Il 26 novembre segna altri due gol alla Sampdoria nella sfida del quarto turno di Coppa Italia vinta per 3-1, portando i Grifoni alla prima vittoria della stracittadina in Coppa Italia dopo 24 anni. Il 19 marzo 2021, nella gara in trasferta contro il Parma, realizza, da subentrante, la sua prima doppietta in Serie A, utile alla rimonta dei liguri, vincitori con il risultato di 1-2. Realizza 8 gol in campionato e per il secondo anno di fila risulta essere il capocannoniere della Coppa Italia con 4 gol.

#### Ritorno al Sassuolo
Nell'estate del 2021 torna in pianta stabile alla squadra neroverde, guidata da Alessio Dionisi, ed il 17 ottobre segna i primi gol con la formazione emiliana, realizzando una doppietta nella trasferta in casa proprio della sua ex squadra, il Genoa, che poi riesce a rimontare ed a pareggiare per 2-2. Gioca titolare al fianco di Berardi e Raspadori in attacco e termina la stagione con 16 gol in campionato.

#### West Ham
Il 26 luglio 2022, Scamacca viene ceduto a titolo definitivo al West Ham Utd per 36 milioni di euro più 6 milioni di bonus, operazione che costituisce la cessione più remunerativa di sempre mai effettuata dal Sassuolo. Sceglie di indossare la maglia numero 7, diventando l'ottavo giocatore italiano a vestire la maglia degli Hammers, dopo Di Canio, Di Michele, Diamanti, Nocerino, Borriello, Ogbonna (ancora a Londra al momento dell'arrivo di Scamacca) e Zaza. Esordisce con il West Ham e in Premier League il 7 agosto, entrando al posto di Michail Antonio nel secondo tempo della prima partita di campionato, persa per 0-2 in casa contro il Manchester City. Il 18 agosto viene schierato per la prima volta da titolare in occasione della gara di andata dei play-off di Europa Conference League, vinta per 3-1 contro il Viborg; al suo debutto nelle coppe europee segna la rete del provvisorio 1-0 per gli Hammers. Il 1º ottobre seguente realizza il suo primo gol in Premier League, nella vittoria casalinga per 2-0 contro il Wolverhampton. Dopo i primi mesi di ambientamento in Inghilterra, Scamacca soffre di problemi fisici, e nel mese di aprile del 2023 è costretto ad operarsi per risolvere una lesione al menisco esterno del ginocchio destro, chiudendo in anticipo la sua stagione con 8 gol totali in 27 presenze. Senza poter scendere in campo, a fine stagione partecipa alla vittoria della Conference League da parte della squadra inglese.

#### Atalanta
Il 7 agosto 2023, dopo una sola stagione in Inghilterra ritorna in Italia, all'Atalanta, che lo acquista a titolo definitivo per 30 milioni di euro. Esordisce con gli orobici il successivo 20 agosto, alla 1ª giornata di campionato, nella sfida contro la sua ex squadra, il Sassuolo, subentrando ad Ademola Lookman nella ripresa. Il 2 settembre va a segno per la prima volta con l'Atalanta, realizzando una doppietta nella gara di campionato vinta per 3-0 contro il Monza al Gewiss Stadium di Bergamo. Il 30 novembre realizza il suo primo gol in UEFA Europa League, nella gara della fase a gironi pareggiata (1-1) in casa contro lo Sporting Lisbona. L'11 aprile 2024, segna una doppietta nella gara di andata dei quarti di finale di Europa League, vinta per 3-0 in trasferta contro il Liverpool; diventa così il primo calciatore italiano a segnare una doppietta ad Anfield Road contro i Reds. Il successivo 22 maggio, contribuisce alla vittoria del torneo da parte dell'Atalanta, in seguito al successo per 3-0 in finale sul Bayer Leverkusen (in cui serve un assist per il terzo gol di Lookman), che rappresenta il primo trofeo europeo nella storia del club e il secondo consecutivo per Scamacca dopo la vittoria della Conference ottenuta con il West Ham. Termina la stagione con 19 gol totali, di cui 12 in campionato, 6 in Europa League e 1 in Coppa Italia, dovendo saltare per squalifica la finale di quest'ultima competizione, persa contro la Juventus.
All'inizio della stagione successiva, nel corso di un’amichevole disputata il 4 agosto a Parma, si procura la rottura del legamento crociato anteriore del ginocchio sinistro. Torna in campo 6 mesi dopo l'infortunio, il 1º febbraio 2025, entrando al posto di Mateo Retegui nei minuti finali della partita di campionato pareggiata (1-1) contro il Torino; in questa gara è tuttavia vittima di un nuovo grave infortunio: una lesione muscolo tendinea alla coscia destra che lo costringe ad operarsi e a chiudere anzitempo la stagione.

### Nazionale

#### Nazionali giovanili
Con la nazionale Under-17 ha preso parte alle edizioni 2015 e 2016 dell'Europeo Under-17.
Con la nazionale Under-19 nel 2018 ha disputato l'Europeo Under-19 in Finlandia, siglando due reti di cui una nella finale persa 4-3 ai supplementari contro il Portogallo.
Con la nazionale Under-20 nel 2019 ha partecipato al Mondiale Under-20 in Polonia, chiuso al 4º posto.
Il 25 maggio 2018 ha esordito con la nazionale Under-21, nella partita amichevole persa 3-2 contro il Portogallo a Estoril. Il 6 settembre 2019 realizza il suo primo gol con l'Under-21, nella partita amichevole contro la Moldavia vinta 4-0 a Catania. Nel marzo del 2021 viene inserito nella lista dei 23 convocati per la fase a gironi dell'Europeo Under-21. Realizza un gol nella gara iniziale contro la Rep. Ceca (1-1), ma nella seconda gara, pareggiata contro la Spagna (0-0), viene espulso. Realizza un gol anche nella gara dei quarti di finale contro il Portogallo, nella quale tuttavia l'Italia viene eliminata perdendo la partita per 5-3 ai supplementari.

#### Nazionale maggiore
Convocato per la prima volta dal CT Roberto Mancini, esordisce in nazionale l'8 settembre 2021, a 22 anni, entrando al posto di Bernardeschi nel secondo tempo della partita delle qualificazioni mondiali vinta 5-0 contro la Lituania a Reggio Emilia. Viene impiegato per la prima volta da titolare il 29 marzo 2022, nella partita amichevole vinta per 3-2 a Konya contro la Turchia.
Realizza il suo primo gol in nazionale il 17 ottobre 2023, alla sua tredicesima presenza, in occasione della partita persa per 3-1 contro l’Inghilterra a Wembley, valevole per le qualificazioni a Euro 2024, nella quale segna la rete del momentaneo uno a zero. Nel giugno successivo viene convocato dal CT Luciano Spalletti per il campionato d'Europa 2024 in Germania, dove scende in campo da titolare in tre delle quattro partite disputate dall'Italia, senza realizzare nessun gol.

## Statistiche

### Presenze e reti nei club
Statistiche aggiornate al 1º febbraio 2025.
| Stagione        | Squadra         | Campionato      | Campionato | Campionato | Coppe nazionali | Coppe nazionali | Coppe nazionali | Coppe continentali | Coppe continentali | Coppe continentali | Altre coppe | Altre coppe | Altre coppe | Totale | Totale | Totale |
| Stagione        | Squadra         | Comp            | Pres       | Reti       | Comp            | Pres            | Reti            | Comp               | Pres               | Reti               | Comp        | Pres        | Reti        | Pres   | Reti   |        |
| --------------- | --------------- | --------------- | ---------- | ---------- | --------------- | --------------- | --------------- | ------------------ | ------------------ | ------------------ | ----------- | ----------- | ----------- | ------ | ------ | ------ |
| 2015-2016       | Jong PSV        | EED             | 2          | 0          | -               | -               | -               | -                  | -                  | -                  | -           | -           | -           | 2      | 0      |        |
| 2016-gen. 2017  | Jong PSV        | EED             | 1          | 0          | -               | -               | -               | -                  | -                  | -                  | -           | -           | -           | 1      | 0      |        |
| Totale Jong PSV | Totale Jong PSV | Totale Jong PSV | 3          | 0          |                 | -               | -               |                    | -                  | -                  |             | -           | -           | 3      | 0      |        |
| gen.-giu. 2017  | Sassuolo        | A               | -          | -          | CI              | -               | -               | -                  | -                  | -                  | -           | -           | -           | 0      | 0      |        |
| 2017-gen. 2018  | Sassuolo        | A               | 3          | 0          | CI              | 0               | 0               | -                  | -                  | -                  | -           | -           | -           | 3      | 0      |        |
| gen.-giu. 2018  | Cremonese       | B               | 14         | 1          | CI              | -               | -               | -                  | -                  | -                  | -           | -           | -           | 14     | 1      |        |
| 2018-gen. 2019  | PEC Zwolle      | ED              | 8          | 0          | CO              | 2               | 0               | -                  | -                  | -                  | -           | -           | -           | 10     | 0      |        |
| gen.-giu. 2019  | Sassuolo        | A               | 0          | 0          | CI              | -               | -               | -                  | -                  | -                  | -           | -           | -           | 0      | 0      |        |
| 2019-2020       | Ascoli          | B               | 33         | 9          | CI              | 2               | 4               | -                  | -                  | -                  | -           | -           | -           | 35     | 13     |        |
| 2020-2021       | Genoa           | A               | 26         | 8          | CI              | 3               | 4               | -                  | -                  | -                  | -           | -           | -           | 29     | 12     |        |
| 2021-2022       | Sassuolo        | A               | 36         | 16         | CI              | 2               | 0               | -                  | -                  | -                  | -           | -           | -           | 38     | 16     |        |
| Totale Sassuolo | Totale Sassuolo | Totale Sassuolo | 39         | 16         |                 | 2               | 0               |                    | -                  | -                  |             | -           | -           | 41     | 16     |        |
| 2022-2023       | West Ham Utd    | PL              | 16         | 3          | FACup+CdL       | 1+1             | 0               | UECL               | 9                  | 5                  | -           | -           | -           | 27     | 8      |        |
| 2023-2024       | Atalanta        | A               | 29         | 12         | CI              | 4               | 1               | UEL                | 11                 | 6                  | -           | -           | -           | 44     | 19     |        |
| 2024-2025       | Atalanta        | A               | 1          | 0          | CI              | 0               | 0               | UCL                | 0                  | 0                  | SI+SU       | 0           | 0           | 1      | 0      |        |
| 2025-2026       | Atalanta        | A               | 0          | 0          | CI              | 0               | 0               | UCL                | 0                  | 0                  | -           | -           | -           | 0      | 0      |        |
| Totale Atalanta | Totale Atalanta | Totale Atalanta | 30         | 12         |                 | 4               | 1               |                    | 11                 | 6                  |             | 0           | 0           | 45     | 19     |        |
| Totale carriera | Totale carriera | Totale carriera | 169        | 49         |                 | 15              | 9               |                    | 20                 | 11                 |             | 0           | 0           | 204    | 69     |        |

### Cronologia presenze e reti in nazionale
| Cronologia completa delle presenze e delle reti in nazionale ― Italia | Cronologia completa delle presenze e delle reti in nazionale ― Italia | Cronologia completa delle presenze e delle reti in nazionale ― Italia | Cronologia completa delle presenze e delle reti in nazionale ― Italia | Cronologia completa delle presenze e delle reti in nazionale ― Italia | Cronologia completa delle presenze e delle reti in nazionale ― Italia | Cronologia completa delle presenze e delle reti in nazionale ― Italia | Cronologia completa delle presenze e delle reti in nazionale ― Italia |
| Data                                                                  | Città                                                                 | In casa                                                               | Risultato                                                             | Ospiti                                                                | Competizione                                                          | Reti                                                                  | Note                                                                  |
| --------------------------------------------------------------------- | --------------------------------------------------------------------- | --------------------------------------------------------------------- | --------------------------------------------------------------------- | --------------------------------------------------------------------- | --------------------------------------------------------------------- | --------------------------------------------------------------------- | --------------------------------------------------------------------- |
| 8-9-2021                                                              | Reggio Emilia                                                         | Italia                                                                | 5 – 0                                                                 | Lituania                                                              | Qual. Mondiali 2022                                                   | -                                                                     | 61’                                                                   |
| 15-11-2021                                                            | Belfast                                                               | Irlanda del Nord                                                      | 0 – 0                                                                 | Italia                                                                | Qual. Mondiali 2022                                                   | -                                                                     | 80’                                                                   |
| 29-3-2022                                                             | Konya                                                                 | Turchia                                                               | 2 – 3                                                                 | Italia                                                                | Amichevole                                                            | -                                                                     | 88’                                                                   |
| 1-6-2022                                                              | Londra                                                                | Italia                                                                | 0 – 3                                                                 | Argentina                                                             | Coppa dei Campioni CONMEBOL-UEFA 2022                                 | -                                                                     | 46’                                                                   |
| 4-6-2022                                                              | Bologna                                                               | Italia                                                                | 1 – 1                                                                 | Germania                                                              | UEFA Nations League 2022-2023 - 1º turno                              | -                                                                     | 85’                                                                   |
| 11-6-2022                                                             | Wolverhampton                                                         | Inghilterra                                                           | 0 – 0                                                                 | Italia                                                                | UEFA Nations League 2022-2023 - 1º turno                              | -                                                                     | 76’                                                                   |
| 14-6-2022                                                             | Mönchengladbach                                                       | Germania                                                              | 5 – 2                                                                 | Italia                                                                | UEFA Nations League 2022-2023 - 1º turno                              | -                                                                     | 78’                                                                   |
| 23-9-2022                                                             | Milano                                                                | Italia                                                                | 1 – 0                                                                 | Inghilterra                                                           | UEFA Nations League 2022-2023 - 1º turno                              | -                                                                     | 63’                                                                   |
| 26-9-2022                                                             | Budapest                                                              | Ungheria                                                              | 0 – 2                                                                 | Italia                                                                | UEFA Nations League 2022-2023 - 1º turno                              | -                                                                     | 72’                                                                   |
| 23-3-2023                                                             | Napoli                                                                | Italia                                                                | 1 – 2                                                                 | Inghilterra                                                           | Qual. Euro 2024                                                       | -                                                                     | 88’                                                                   |
| 26-3-2023                                                             | Ta' Qali                                                              | Malta                                                                 | 0 – 2                                                                 | Italia                                                                | Qual. Euro 2024                                                       | -                                                                     | 67’                                                                   |
| 14-10-2023                                                            | Bari                                                                  | Italia                                                                | 4 – 0                                                                 | Malta                                                                 | Qual. Euro 2024                                                       | -                                                                     | 79’                                                                   |
| 17-10-2023                                                            | Londra                                                                | Inghilterra                                                           | 3 – 1                                                                 | Italia                                                                | Qual. Euro 2024                                                       | 1                                                                     | 63’                                                                   |
| 17-11-2023                                                            | Roma                                                                  | Italia                                                                | 5 – 2                                                                 | Macedonia del Nord                                                    | Qual. Euro 2024                                                       | -                                                                     | 90’                                                                   |
| 20-11-2023                                                            | Leverkusen                                                            | Ucraina                                                               | 0 – 0                                                                 | Italia                                                                | Qual. Euro 2024                                                       | -                                                                     | 46’                                                                   |
| 9-6-2024                                                              | Empoli                                                                | Italia                                                                | 1 – 0                                                                 | Bosnia ed Erzegovina                                                  | Amichevole                                                            | -                                                                     | 84’                                                                   |
| 15-6-2024                                                             | Dortmund                                                              | Italia                                                                | 2 – 1                                                                 | Albania                                                               | Euro 2024 - 1º turno                                                  | -                                                                     | 83’                                                                   |
| 20-6-2024                                                             | Gelsenkirchen                                                         | Spagna                                                                | 1 – 0                                                                 | Italia                                                                | Euro 2024 - 1º turno                                                  | -                                                                     | 64’                                                                   |
| 24-6-2024                                                             | Lipsia                                                                | Croazia                                                               | 1 – 1                                                                 | Italia                                                                | Euro 2024 - 1º turno                                                  | -                                                                     | 75’                                                                   |
| 29-6-2024                                                             | Berlino                                                               | Svizzera                                                              | 2 – 0                                                                 | Italia                                                                | Euro 2024 - Ottavi di finale                                          | -                                                                     |                                                                       |
| Totale                                                                |                                                                       | Presenze                                                              | 20                                                                    |                                                                       | Reti                                                                  | 1                                                                     |                                                                       |

| Cronologia completa delle presenze e delle reti in nazionale ― Italia under 21 | Cronologia completa delle presenze e delle reti in nazionale ― Italia under 21 | Cronologia completa delle presenze e delle reti in nazionale ― Italia under 21 | Cronologia completa delle presenze e delle reti in nazionale ― Italia under 21 | Cronologia completa delle presenze e delle reti in nazionale ― Italia under 21 | Cronologia completa delle presenze e delle reti in nazionale ― Italia under 21 | Cronologia completa delle presenze e delle reti in nazionale ― Italia under 21 | Cronologia completa delle presenze e delle reti in nazionale ― Italia under 21 |
| Data                                                                           | Città                                                                          | In casa                                                                        | Risultato                                                                      | Ospiti                                                                         | Competizione                                                                   | Reti                                                                           | Note                                                                           |
| ------------------------------------------------------------------------------ | ------------------------------------------------------------------------------ | ------------------------------------------------------------------------------ | ------------------------------------------------------------------------------ | ------------------------------------------------------------------------------ | ------------------------------------------------------------------------------ | ------------------------------------------------------------------------------ | ------------------------------------------------------------------------------ |
| 25-5-2018                                                                      | Estoril                                                                        | Portogallo under 21                                                            | 3 – 2                                                                          | Italia under 21                                                                | Amichevole                                                                     | -                                                                              | 74’                                                                            |
| 29-5-2018                                                                      | Besançon                                                                       | Francia under 21                                                               | 1 – 1                                                                          | Italia under 21                                                                | Amichevole                                                                     | -                                                                              | 46’                                                                            |
| 6-9-2019                                                                       | Catania                                                                        | Italia under 21                                                                | 4 – 0                                                                          | Moldavia under 21                                                              | Amichevole                                                                     | 1                                                                              |                                                                                |
| 10-9-2019                                                                      | Castel di Sangro                                                               | Italia under 21                                                                | 5 – 0                                                                          | Lussemburgo under 21                                                           | Qual. Europeo Under-21 2021                                                    | 1                                                                              |                                                                                |
| 10-10-2019                                                                     | Dublino                                                                        | Irlanda under 21                                                               | 0 – 0                                                                          | Italia under 21                                                                | Qual. Europeo Under-21 2021                                                    | -                                                                              | 46’                                                                            |
| 14-10-2019                                                                     | Erevan                                                                         | Armenia under 21                                                               | 0 – 1                                                                          | Italia under 21                                                                | Qual. Europeo Under-21 2021                                                    | 1                                                                              | 75’                                                                            |
| 16-11-2019                                                                     | Ferrara                                                                        | Italia under 21                                                                | 3 – 0                                                                          | Islanda under 21                                                               | Qual. Europeo Under-21 2021                                                    | -                                                                              | 80’                                                                            |
| 19-11-2019                                                                     | Catania                                                                        | Italia under 21                                                                | 6 – 0                                                                          | Armenia under 21                                                               | Qual. Europeo Under-21 2021                                                    | 1                                                                              | 55’                                                                            |
| 8-9-2020                                                                       | Kalmar                                                                         | Svezia under 21                                                                | 3 – 0                                                                          | Italia under 21                                                                | Qual. Europeo Under-21 2021                                                    | -                                                                              | 46’                                                                            |
| 12-11-2020                                                                     | Reykjavík                                                                      | Islanda under 21                                                               | 1 – 2                                                                          | Italia under 21                                                                | Qual. Europeo Under-21 2021                                                    | -                                                                              | 80’                                                                            |
| 15-11-2020                                                                     | Differdange                                                                    | Lussemburgo under 21                                                           | 0 – 4                                                                          | Italia under 21                                                                | Qual. Europeo Under-21 2021                                                    | 2                                                                              | 78’                                                                            |
| 18-11-2020                                                                     | Pisa                                                                           | Italia under 21                                                                | 4 – 1                                                                          | Svezia under 21                                                                | Qual. Europeo Under-21 2021                                                    | 1                                                                              | 71’                                                                            |
| 24-3-2021                                                                      | Celje                                                                          | Rep. Ceca under 21                                                             | 1 – 1                                                                          | Italia under 21                                                                | Europeo Under-21 2021 - 1º turno                                               | 1                                                                              |                                                                                |
| 27-3-2021                                                                      | Maribor                                                                        | Spagna under 21                                                                | 0 – 0                                                                          | Italia under 21                                                                | Europeo Under-21 2021 - 1º turno                                               | -                                                                              | 82’, 86’                                                                       |
| 31-5-2021                                                                      | Lubiana                                                                        | Portogallo under 21                                                            | 5 – 3 dts                                                                      | Italia under 21                                                                | Europeo Under-21 2021 - Quarti di finale                                       | 1                                                                              | 90+1’                                                                          |
| Totale                                                                         |                                                                                | Presenze                                                                       | 15                                                                             |                                                                                | Reti                                                                           | 9                                                                              |                                                                                |

| Cronologia completa delle presenze e delle reti in nazionale ― Italia under 20 | Cronologia completa delle presenze e delle reti in nazionale ― Italia under 20 | Cronologia completa delle presenze e delle reti in nazionale ― Italia under 20 | Cronologia completa delle presenze e delle reti in nazionale ― Italia under 20 | Cronologia completa delle presenze e delle reti in nazionale ― Italia under 20 | Cronologia completa delle presenze e delle reti in nazionale ― Italia under 20 | Cronologia completa delle presenze e delle reti in nazionale ― Italia under 20 | Cronologia completa delle presenze e delle reti in nazionale ― Italia under 20 |
| Data                                                                           | Città                                                                          | In casa                                                                        | Risultato                                                                      | Ospiti                                                                         | Competizione                                                                   | Reti                                                                           | Note                                                                           |
| ------------------------------------------------------------------------------ | ------------------------------------------------------------------------------ | ------------------------------------------------------------------------------ | ------------------------------------------------------------------------------ | ------------------------------------------------------------------------------ | ------------------------------------------------------------------------------ | ------------------------------------------------------------------------------ | ------------------------------------------------------------------------------ |
| 6-9-2018                                                                       | Łódź                                                                           | Polonia under 20                                                               | 0 – 3                                                                          | Italia under 20                                                                | Elite League Under-20                                                          | 1                                                                              | 46’                                                                            |
| 11-10-2018                                                                     | Wesham                                                                         | Inghilterra under 20                                                           | 2 – 1                                                                          | Italia under 20                                                                | Elite League Under-20                                                          | -                                                                              | 46’                                                                            |
| 16-10-2018                                                                     | Crotone                                                                        | Italia under 20                                                                | 1 – 2                                                                          | Portogallo under 20                                                            | Elite League Under-20                                                          | 1                                                                              |                                                                                |
| 15-11-2018                                                                     | Sassuolo                                                                       | Italia under 20                                                                | 3 – 3                                                                          | Germania under 20                                                              | Elite League Under-20                                                          | 1                                                                              | 41’ 69’                                                                        |
| 20-11-2018                                                                     | Katwijk                                                                        | Paesi Bassi under 20                                                           | 3 – 2                                                                          | Italia under 20                                                                | Elite League Under-20                                                          | 2                                                                              |                                                                                |
| 21-3-2019                                                                      | Busto Arsizio                                                                  | Italia under 20                                                                | 0 – 1                                                                          | Rep. Ceca under 20                                                             | Elite League Under-20                                                          | -                                                                              |                                                                                |
| 25-3-2019                                                                      | Kriens                                                                         | Svizzera under 20                                                              | 3 – 0                                                                          | Italia under 20                                                                | Elite League Under-20                                                          | -                                                                              | 71’                                                                            |
| 23-5-2019                                                                      | Danzica                                                                        | Messico under 20                                                               | 1 – 2                                                                          | Italia under 20                                                                | Mondiali Under-20 2019 - Fase a gironi                                         | -                                                                              | 78’                                                                            |
| 26-5-2019                                                                      | Bydgoszcz                                                                      | Ecuador under 20                                                               | 0 – 1                                                                          | Italia under 20                                                                | Mondiali Under-20 2019 - Fase a gironi                                         | -                                                                              | 58’ 82’                                                                        |
| 2-6-2019                                                                       | Gdynia                                                                         | Italia under 20                                                                | 1 – 0                                                                          | Polonia under 20                                                               | Mondiali Under-20 2019 - Ottavi di finale                                      | -                                                                              | 69’                                                                            |
| 7-6-2019                                                                       | Tychy                                                                          | Italia under 20                                                                | 4 – 2                                                                          | Mali under 20                                                                  | Mondiali Under-20 2019 - Quarti di finale                                      | -                                                                              |                                                                                |
| 11-6-2019                                                                      | Gdynia                                                                         | Ucraina under 20                                                               | 1 – 0                                                                          | Italia under 20                                                                | Mondiali Under-20 2019 - Semifinale                                            | -                                                                              |                                                                                |
| Totale                                                                         |                                                                                | Presenze                                                                       | 12                                                                             |                                                                                | Reti                                                                           | 5                                                                              |                                                                                |

## Palmarès

### Club

#### Competizioni giovanili
- U17 Divisie 1 Spring: 1

PSV Eindhoven: 2016
- Torneo di Viareggio: 1

Sassuolo: 2017

#### Competizioni internazionali
- UEFA Conference League: 1

West Ham: 2022-2023
- UEFA Europa League: 1

Atalanta: 2023-2024

### Individuale
- Capocannoniere della Coppa Italia: 2

2019-2020 (4 reti, a pari merito con Michele Vano), 2020-2021 (4 reti)